# Exponát
Exponát je sbírkový předmět, který byl vytipován jako dokumentační a komunikační prostředek (prezentovaný, tj. vystavený nebo jinak expozičně využitý). Jen zlomek sbírkových předmětů nalézajících se v muzeích se stává exponátem. Exponátem však může být i předmět, který není součástí žádné sbírky a je vystaven jednorázově. Výraz exponát pochází z německého Exponat, což je německý novotvar k latinskému slovesu exponere = vystavovat, tvořenému předponou ex- a základem ponere = klást.